# Габель Маргарита Орестівна
Маргари́та Оре́стівна Га́бель (13 листопада 1893, Харків — 5 лютого 1981, Харків) — український бібліотекар, літературознавець, книгознавець. Кандидат філологічних наук.

## Життєпис

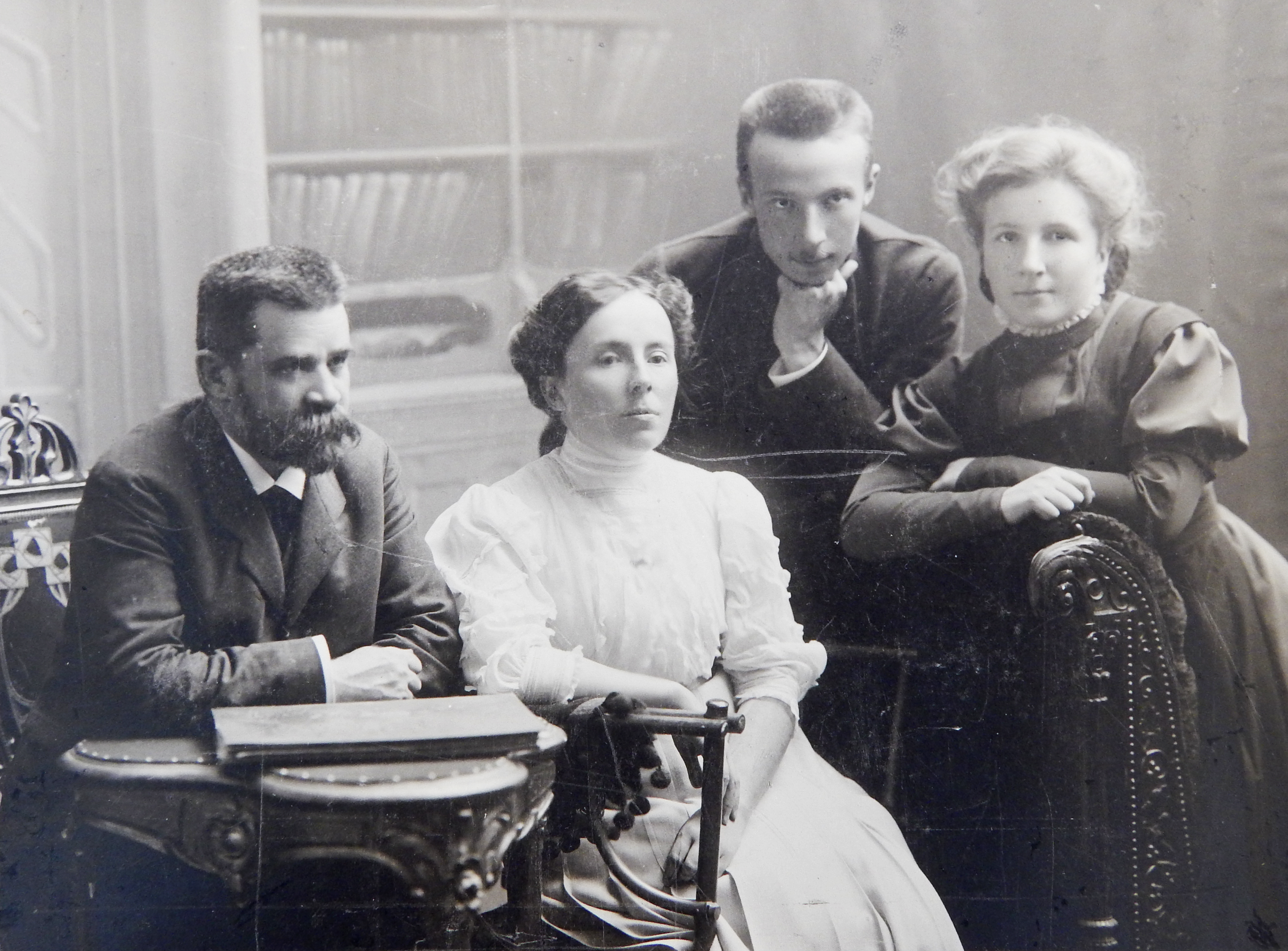
Маргарита Габель з родиною. Шваґер Олександр Ситников, сестра Олена, брат Юрій та Маргарита.

Народилася 1 (13) листопада 1893 року в Харкові. Її батьками були революціонери-народники Орест-Октавіан Мартинович Габель та Августина Станіславівна Синькевич, які після відбуття заслання в Іркутській губернії переїхали до Харкова, де Орест Габель незабаром увійшов до складу правління Харківської громадської бібліотеки. Маргарита була молодшою дитиною у родині, вона мала чотирьох сестер: Людмилу, Олену, Валерію, Марію та брата Юрія, який згодом став відомим хіміком.
Маргарита Габель навчалася у приватній жіночій гімназії Покровської та Ілляшевої, яку закінчила у 1911 році із золотою медаллю. Вона залишилася навчатися у гімназії у додатковому восьмому класі, який закінчила наступного року з присудженням звання домашньої наставниці. Продовжила навчання на історико-філологічному факультеті Харківських вищих жіночих курсів. У 1916 році закінчила історичне відділення, а через три роки (1919) і словесне відділення.
З 1920 року працювала в новоутвореній Вільній академії теоретичних знань, а після її ліквідації, наступного року, у Харківському інституті народної освіти, де працювала асистентом на кафедрі історії російської літератури та одночасно працювала бібліотекарем кабінету літератури. У 1922 році стала аспіранткою науково-дослідної кафедри європейської культури при інституті. По закінченню аспірантури у 1925 році стала працювати науковим співробітником одразу на двох кафедрах — європейської культури та письменства (літературознавства). Була старшим викладачем на кафедрі письменства і викладала історію російської та західноєвропейської літератури. У 1929 році Маргарита Габель стала доцентом кафедри історії російської літератури. Після розформування ХІНО у 1930 році, працювала доцентом кафедри історії літератури Харківського інституту професійної освіти до його розформування у 1931. Того ж року стала головою книгознавчої бібліотеки Української книжкової палати, а з наступного — завідувачкою бібліотеки іноземної просвіти Науково-дослідного інституту педагогіки.
З 1933 року працювала в Харківській державній науковій бібліотеці імені В. Г. Короленка у якості консультанта-книгознавця. Займалася укладанням колекції рідкісних видань у складі новоутвореної книгознавчої групи. За результатами роботи цієї групи, у 1940 році був заснований відділ рідкісних видань та стародруків, який очолила Маргарита Габель.
У 1919—1923 роках викладала російську мову та літературу на робітничому факультеті при Харківському технологічному інституті.
Під час Другої світової війни була вимушена покинути Харків та була евакуйована до Киргизької РСР, де у 1942—1943 роках працювала бібліографом у Державній бібліотеці ім. М. Г. Чернишевського в Фрунзе. Потім переїхала до Чкалова, там до 1944 року працювала у місцевому педагогічному інституті імені В. П. Чкалова.
У 1949 році стала за результатами конкурсу доцентом кафедри літератури та мов Харківського державного бібліотечного інституту. Працювала на посаді до виходу на пенсію у 1963 році.
Була похована на Другому міському кладовищі. У 1998 році її спільна, з братом Юрієм, могила була зруйнована. Пізніше вона була відновлена зусиллями громадськості.

## Наукова діяльність
У 1940 році вона успішно захистила свою дисертаційну роботу на здобуття наукового ступеня кандидата філологічних наук за темою «“История одного города” Салтыкова-Щедрина как антидворянская сатира», яку написала під керівництвом Олександра Білецького.

## Публікації

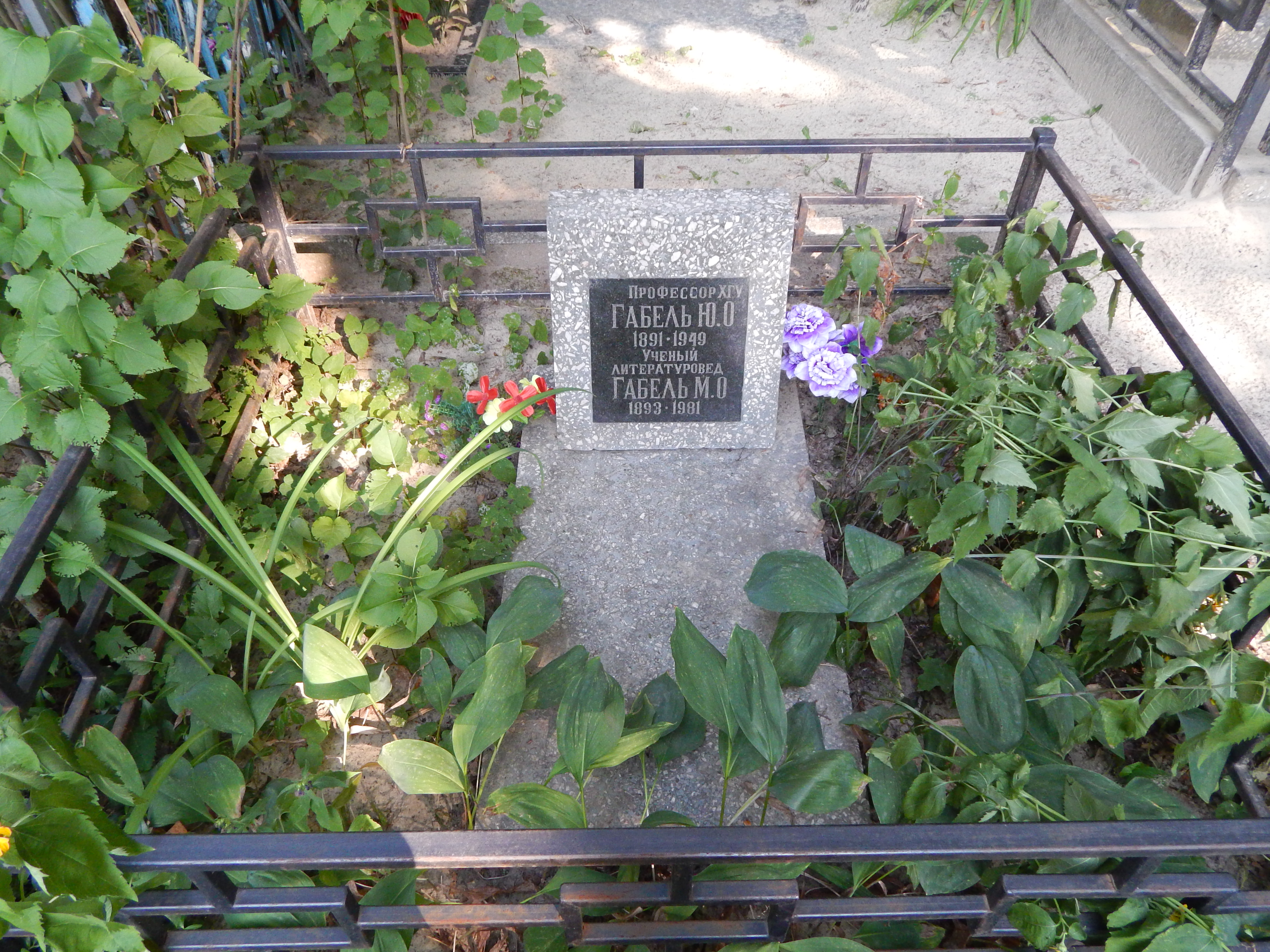
Могила Юрія та Маргарити Габелів

- Габель М. О. Эзоповская манера в «Записках охотника» И. С. Тургенева // «Записки охотника» И. С. Тургенева (1852—1952): Сборник статей и материалов. — Орёл, 1955. — С. 151—192.
- Габель М. О. Академик А. И. Белецкий — исследователь Н. С. Лескова // Литературное наследство. — Т. 87. Из истории русской литературы и общественной мысли 1860—1890 гг. — М.: Наука, 1977.

### Коментар
1. ↑  У 1919 році курси були приєднані до Харківського університету.